# Bewariër
Bewariër is een samenvoeging van het werkwoord bewaren en het zelfstandig naamwoord ariër. Het verwijst naar Nederlanders die tijdens de Tweede Wereldoorlog de bezittingen van joden voor hen bewaarden.  Nadat joden door de Nazi's opgepakt en gedeporteerd waren, zorgde de Hausraterfassung ervoor dat de bezittingen van deze joden afgevoerd werden. Niet-joodse Nederlanders poogden vaak, dikwijls met groot risico voor henzelf, de bezittingen voordat de Hausraterfassung plaatsvond veilig te stellen.
De connotatie van het begrip is gecompliceerd. Presser (p. 197) stelt: "sommigen [bewariërs] gaven [de bezittingen] later met grote stiptheid terug, anderen echter - en helaas niet weinigen - konden of wilden dat niet". Uit Pressers beschrijvingen van het fenomeen valt verder op te maken dat Nederlanders die goederen voor eigen gebruik wegnamen, zonder de intentie die ooit aan de joodse eigenaren terug te geven, dit legitimeerden door te stellen dat zij de goederen uit de handen van het nazi-regime hielden. 
Vanuit Joods perspectief is het begrip meer beladen. Omdat vaak (een deel van) de huisraad gedurende de bezetting verdwenen was of niet meer te achterhalen viel, hadden na de oorlog teruggekeerde joden niet zelden het idee zowel door de Duitsers als door de Nederlanders benadeeld te zijn.
Een voorbeeld hiervan is door Marga Minco autobiografisch beschreven in "Het adres". Zij kreeg mede voor dit werk in 2019 de oeuvreprijs van de P.C. Hooft-stichting.

## Documentaire
In mei 2024 verscheen een documentaire met de titel Bewariers. De film  werd geregisseerd door Sanne Kortooms en Timon Moll.